# 食わず女房
食わず女房（くわずにょうぼう）は、日本に伝わる人を食う怪物を退治することを主題にした逃走譚の昔話。「食事をしない」と主張する女が嫁入りしてきたが、実は嫁の正体が髪の中に大きな口を持つ大食らいの化け物で、夫の留守中に食事をしていたことがわかるという物語。
飯食わぬ女房（めしくわぬにょうぼう、ままくわぬにょうぼう）飯食わぬ嫁（めしくわぬよめ）飯を食わぬ嬶（めしをくわぬかか）飯食わぬ嬶（ままくわぬかが）お飯食わね嫁（おままくわねよめ）など地方・話者によってその昔話の呼び方に若干の違いはあるが、基本的には「食事をとらない」という意味の言葉で呼ばれている。頭頂部の頭髪の中に大きな穴のような口がある点が最大の特徴であるが、話によっては位置や形状などに差異もあり、口のない嫁（飯を食べることがないので、嫁として選ばれる）などの例もある。海外にも「なにも食べないはずの妻（非人間）が、夫の留守中に食事をとっている」話が見られる。女房の正体は西日本では蜘蛛、東日本では山姥や鬼などといわれる。

## 概要
ほぼ日本全国で伝承されている。地方や話者によって細部に違いはあるが、主な展開は以下のようなものである。
あるところに妻帯していない男がいた。ある程度の財産を持ちながら「嫁を貰えば、食い扶持が増えるから」との理由で結婚しようとせず、「飯を食わず、良く働いてくれる者がいてくれれば嫁に迎えてもよい」と願っていた。すると、その望みどおりの女が現われて嫁になる。
嫁は望みどおりに飯を全く食わず、しかも働き者であった。だが、不思議なことに米をはじめとした食糧の減り具合が激しくなる。「自分の見ていないところで飯を食っているのではないか」と怪しんだ男が仕事に出掛けるふりをして屋根裏に上り、留守中の嫁の挙動を探っていたところ、嫁が大量の飯を炊き、幾つもの握り飯を作っていた。そして嫁が髷をほどくと、頭頂部には大きな口がある。その口へ、握り飯を次から次へと放り込んでいた。嫁の正体が人外の魔物であることを知った男が離縁を申し出ると、嫁は本性（山姥など、本来の姿）に戻り、男をさらって山中の住処へ拉致しようとする。男は隙をついて逃走、菖蒲の生えた湿原に身をひそめることによって、追跡から逃れることが出来た。

### おけ
正体を見られた女が、男を連れ去る際に大きな桶・風呂桶（ふろおけ）に入れ、かついで運び出すという展開が多く見られる。かついでいる女からは見えない桶の中にいたことで、上から下がっていた木の枝を頼りに逃走してもしばらく気づかれなかったという事になっている。桶が話の中に登場することの理由の一つには、男の職業が桶職人であるという点がある。

### 菖蒲
菖蒲（しょうぶ）は、その香りが魔よけとなる、触れると魔物や妖怪は溶けてしまう、などの理由から逃走の成功を助けてくれる植物として登場しており、これが端午の節句に菖蒲を家の軒先に飾ったり、菖蒲湯に入るようになった事のはじまりであると説いている話型が多く見られる。菖蒲のほかに蓬（よもぎ）も一緒に登場させている話も岩手県胆沢郡や山形県米沢市などをはじめ、各地に確認されている。
菖蒲と蓬を節句に魔除けとして飾る由来を説いている昔話としては、他に「蛇聟入（へびむこいり）」と呼ばれている話型などが知られ、こちらも同様に日本全国で伝承されている。

### 正体
「飯を食わない嫁」の正体とされるものには、山姥（山母、山女）、鬼（鬼女）、クモ、タヌキ、カエル、河童、ヘビなどが確認されている。秋田県仙北郡に伝わる昔話の中に、鯉が人間の姿に化けて嫁になりとても美味しい汁をつくるが正体を鯉であることを見られ去ってゆく話があるが、その冒頭にも「飯を食わぬ女なら女房に欲しい」という言葉が見られる。このように発端部などの暗合が見られる別の昔話も存在している点から、民俗学者・柳田國男は、水に関する存在が人間に嫁いだ話の古い形があった名残りがこのようにそれぞれの話の中にあらわれているのではないかと示している。
正体をクモとしている話では、飯を食べている姿を見て相手が逃げたことを知った女が、仲間（クモ）に向かって「今夜、クモになってあいつを殺しに行く」と話すが、密かにこれを男に聴かれてしまい、殺されてしまう。こちらの話型では「夜のクモは親に似ていても殺せ」という俗信の由来としての結末になっている（これとほぼ同様の展開は山爺に襲われる人間の登場する昔話などにも見られる）。クモがやってきたのが大晦日であり、これを由来として大晦日に火を絶やしてはならないという風習に結びついているケースもある。クモを正体とする話は西日本に多く分布している。

## 類話
群馬県川田村では、女が「飯を食べる」・「連れ去られる」要素のまったく無い話型も採取されている。その昔話では、なまけ者な男が日頃から「うまい物が食べたい」と言っていたところ、不思議な女が現われて男を叱りつけ、菖蒲を飾る事を教えて去ってゆき、男は働き者となって裕福になる。

### 海外での類話
なにも食べないはずの妻が、夫の留守中に食事をしている話は、ヨーロッパ各地や西インド諸島のスペイン系住民の間に多く分布している。なかには、妻の正体は魔物であったという点まで、食わず女房と一致している話もある。
アフリカのザンジバルにも導入や展開の似通った類話が見られる。食事をとらない嫁を欲しがっている大変けちな金満家の男のもとにほとんど食事をしないという美女が現われる。男はその美女を嫁にするが、留守中に大量の食糧で勝手に何百人前の料理を作りたいらげていた。結局、男はそのために財産を失ってしまう。

## 備考
- 柳田國男は、「食わず女房」の昔話はかつて異類婚姻譚の一つの型であり、めでたい結末をもっていたものが変化し、昔話から次第に怪談化した例であろうと考察している[13]。